# Gran Premio Enrique Acebal
El Gran Premio Enrique Acebal es una carrera de caballos que convoca a las potrancas de 3 años, como parte del proceso selectivo de su sexo, y se disputa en el Hipódromo de San Isidro, en pista de césped, sobre un trazado de 2000 metros. Dependiendo de la programación del calendario anual, esta prueba suele llevarse a cabo entre los meses de octubre y noviembre de cada año. En San Isidro, es la última competencia que tienen las hembras jóvenes para enfrentarse ante sus coetáneas antes de mezclarse en carreras con las hembras adultas.
Está calificada como una competencia de Grupo 1 en la escala internacional. Es uno de los cotejos más antiguos del calendario clásico argentino. Data de 1900, versión en la que se impuso Parva, una hija de Stiletto y Párvula (Gay Hermit). A lo largo de su historia llegó a convertirse en una prueba emblemática para el turf nacional, a pesar de que en su primera versión se disputó sobre la milla. Se trataba de un cotejo para hembras de tres años y más edad, y se conocía con el nombre de Clásico Etoile. Recibe su corriente nombre como homenaje a Enrique Acebal, presidente del Jockey Club (Buenos Aires), en el año 1906.
La historia del actual Gran Premio Enrique Acebal es muy rica y remite a nombres de algunas de las mejores yeguas argentinas de todas las épocas. Muchas de sus ganadoras han saltado desde esta carrera a la Copa de Plata, ante las adultas, y lograron repetir sus triunfos.

## Últimas ganadoras del Enrique Acebal
| Año  | Ganadora        | País | Jockey               | País | Padre              | País | Madre           | País | Criador                     | Caballeriza           | Colores            |
| ---- | --------------- | ---- | -------------------- | ---- | ------------------ | ---- | --------------- | ---- | --------------------------- | --------------------- | ------------------ |
| 2019 | Joy Canela      |      | Eduardo Ortega Pavón |      | Fortify            |      | Stormy Catlike  |      | Haras La Biznaga            | Puey                  | Horse racing silks |
| 2018 | Mirta           |      | Eduardo Ortega Pavón |      | Treasure Beach     |      | Miss Atorranta  |      | Haras Pozo de Luna          | Pozo de Luna          | Horse racing silks |
| 2017 | Halo Holiday    |      | Francisco Gonçalves  |      | Harlan's Holiday   |      | Cuidadosa Halo  |      | Haras Firmamento            | Firmamento            | Horse racing silks |
| 2016 | Brandyrun       |      | Francisco Gonçalves  |      | Incurable Optimist |      | Run Rund        |      | Haras El Paraíso            | Masuro                | Horse racing silks |
| 2015 | Sobradora Inc   |      | Fabricio Barroso     |      | Include            |      | Stormy Soberly  |      | Haras La Biznaga            | Triunvirato           | Horse racing silks |
| 2014 | Boca Inc        |      | Altair Domingos      |      | Include            |      | Forty Boquita   |      | Haras La Biznaga            | La Biznaga            | Horse racing silks |
| 2013 | Juhayna         |      | Altair Domingos      |      | Johannesburg       |      | Jus Agendi      |      | Haras La Providencia        | La Providencia        | Horse racing silks |
| 2012 | Girlie          |      | Altair Domingos      |      | Pure Prize         |      | Gigabyte        |      | Haras La Providencia        | La Providencia        | Horse racing silks |
| 2011 | La Laguna Azul  |      | Jorge Ruíz Díaz      |      | Orpen              |      | La Laguna Verde |      | Haras Carampangue           | Carampangue           | Horse racing silks |
| 2010 | Tattoum         |      | Juan Carlos Noriega  |      | Lode               |      | Tatibitati      |      | Haras Santa María de Araras | Santa María de Araras | Horse racing silks |
| 2009 | Krysia          |      | Eduardo Ortega Pavón |      | Matty G            |      | Krisby          |      | Haras La Providencia        | Stonestreet Stables   | Horse racing silks |
| 2008 | Ollagua         |      | Francisco Corrales   |      | Pure Prize         |      | Open Secrets    |      | Haras La Providencia        | La Providencia        | Horse racing silks |
| 2007 | Mia Serenata    |      | Pablo Falero         |      | Lode               |      | Mi Aventura     |      | Haras Santa María de Araras | Santa María de Araras | Horse racing silks |
| 2006 | Emotion Parade  |      | Edwin Talaverano     |      | Parade Marshal     |      | Cronaxia        |      | Haras Firmamento            | Firmamento            | Horse racing silks |
| 2005 | Cursora         |      | Pablo Falero         |      | Candy Stripes      |      | Calórica        |      | Haras Vacación              | Vacación              | Horse racing silks |
| 2004 | Verbena Rak     |      | Jesús Medina         |      | Mubarak            |      | Memory          |      | Haras Caryjuan              | Caryjuan              | Horse racing silks |
| 2003 | Forty Paulina   |      | Jorge Valdivieso     |      | Roar               |      | Frau Paula      |      | Haras La Biznaga            | La Biznaga            | Horse racing silks |
| 2002 | Miss Terrible   |      | Edgardo Gramática    |      | Numerous           |      | Teidi           |      | Haras Firmamento            | Firmamento            | Horse racing silks |
| 2001 | Terna           |      | Pablo Falero         |      | Roy                |      | Típica          |      | Haras Vacación              | Vacación              | Horse racing silks |
| 2000 | Miss Linda      |      | Jorge Valdivieso     |      | Southern Halo      |      | Miss Peggy      |      | Haras La Quebrada           | Triunvirato           | Horse racing silks |
| 1999 | Crazy Ensign    |      | Rubén Laitán         |      | Firery Ensign      |      | Crazy Fitz      |      | Haras Firmamento            | El Faruk              | Horse racing silks |
| 1998 | Delivery        |      | Pablo Falero         |      | Political Ambition |      | Double Play     |      | Haras Vacación              | Vacación              | Horse racing silks |
| 1997 | Victory Stripes |      | Jacinto Herrera      |      | Candy Stripes      |      | Vogue Star      |      | Haras Abolengo              | Camacho               | Horse racing silks |
| 1996 | Furla           |      | Jorge Valdivieso     |      | Lode               |      | Farole          |      | Haras Santa María de Araras | Santa María de Araras | Horse racing silks |
| 1995 | Indianita       |      | Pablo Falero         |      | Friul              |      | In Line         |      | Haras Vacación              | Vacación              | Horse racing silks |
| 1994 | La Malpensada   |      | Miguel Abregú        |      | Political Ambition |      | La Maltrecha    |      | Haras Vacación              | Vacación              | Horse racing silks |
| 1993 | Forever Cindy   |      | Jorge Valdivieso     |      | Forever Sparkle    |      | Charming Cindy  |      | Haras Santa María de Araras | Santa María de Araras | Horse racing silks |
| 1992 | Sidelina        |      | Pablo Falero         |      | Egg Toss           |      | Panicum         |      | Haras Caryjuan              | Caryjuan              | Horse racing silks |
| 1991 | Fontemar        |      | Jacinto Herrera      |      | Babor              |      | Fontana         |      | Haras La Quebrada           | La Quebrada           | Horse racing silks |
| 1990 | Paseana         |      | Miguel Sarati        |      | Ahmad              |      | Pasiflin        |      | Haras Vacación              | Bahía Blanca          | Horse racing silks |